# Ситница (притока Мораче)
Ситница је речица која извире у близини Подгорице, у Црној Гори. После краћег тока се улива у реку Морачу између града и њеног ушћа у Скадарско језеро.